# Carolus Petri Hedemorensis
Carolus Petri Hedemorensis, född i Hedemora landsförsamling, död 11 juli 1603 i Stockholm, var en svensk präst.

## Biografi
Carolus Hedemorensis föddes i Vikmanshyttan i Hedemora landsförsamling. Han var son till bergsmannen Per Jönsson. Hedemorensis blev 1590 student vid Jena universitet, 1594 vid Wittenbergs universitet och avlade magisterexamen vid sistnämnda universitet. Han var från 1590 till 1597 hovpredikant hos hertig Carl. Från 1595 till 1598 var Hedemorensis skolmästare i Stockholm och blev 12 mars 1598 poenitentiarius. Han blev 1600 kyrkoherde i Storkyrkoförsamlingen och Solna församling. Hedemorensis avled 1603 i pesten i Stockholm och begravdes i Storkyrkan.
Hedemorensis var gift och fick några barn.